# Distretto di Patiala
Il distretto di Patiala è un distretto del Punjab, in India, di 1 839 056 abitanti. È situato nella divisione di Patiala e il suo capoluogo è Patiala.